# Carezzano
Carezzano (piemontiul: Carzòu vagy Carsan) település Olaszországban, Piemont régióban, Alessandria megyében. Lakosainak száma 428 fő (2023. január 1.). Carezzano Cassano Spinola, Castellania, Costa Vescovato, Paderna, Sant’Agata Fossili, Tortona és Villalvernia községekkel határos.

## Népesség
A település népességének változása:
| Lakosok száma | 433  | 439  | 428  |
|               | 2017 | 2018 | 2023 |